# Inga Lake
Inga Lake är en sjö i Kanada.   Den ligger i provinsen British Columbia, i den centrala delen av landet, 3 400 km väster om huvudstaden Ottawa. Inga Lake ligger 824 meter över havet. Arean är 0,65 kvadratkilometer. Den sträcker sig 1,7 kilometer i nord-sydlig riktning, och 0,7 kilometer i öst-västlig riktning.
I omgivningarna runt Inga Lake växer i huvudsak blandskog. Trakten runt Inga Lake är nära nog obefolkad, med mindre än två invånare per kvadratkilometer.